# Moussa Diop (judo)
Pour les articles homonymes, voir Moussa Diop et Diop.
Moussa Diop est un judoka sénégalais né le 25 octobre 1997. 

## Carrière
Moussa Diop décroche une médaille de bronze aux championnats d'Afrique juniors 2016 à Casablanca. Il obtient sa première médaille chez les seniors en 2018 en terminant 3e des championnats d'Afrique.
En 2019, il doit participer aux championnats d'Afrique au Cap, mais il ne peut pas se présenter à la compétition en raison d'un problème de prise en charge des billets de la délégation sénégalaise.
En 2023, il est médaillé de bronze dans la catégorie des moins de 60 kg aux championnats d'Afrique à Casablanca.

## Palmarès
| Année | Compétition                    | Lieu       | Résultat | Catégorie      |
| ----- | ------------------------------ | ---------- | -------- | -------------- |
| 2016  | Championnats d'Afrique juniors | Casablanca | 3e       | Moins de 55 kg |
| 2018  | Championnats d'Afrique         | Tunis      | 3e       | Moins de 60 kg |
| 2023  | Championnats d'Afrique         | Casablanca | 3e       | Moins de 60 kg |